# Сент-Пол Билдинг
Сент-Пол Билдинг — небоскрёб в Нью-Йорке, построенный в 1895—1898 годах по проекту архитектора Джорджа Поста. 26-этажное здание высотой 96 метров было одним из самых высоких сооружений своего времени. Особенностью архитектурного решения было повторение на каждом этаже одинакового ионического ордера. Название зданию было дано по церкви Святого Павла, находившейся напротив Сент-Пол Билдинг, на другой стороне Бродвея.

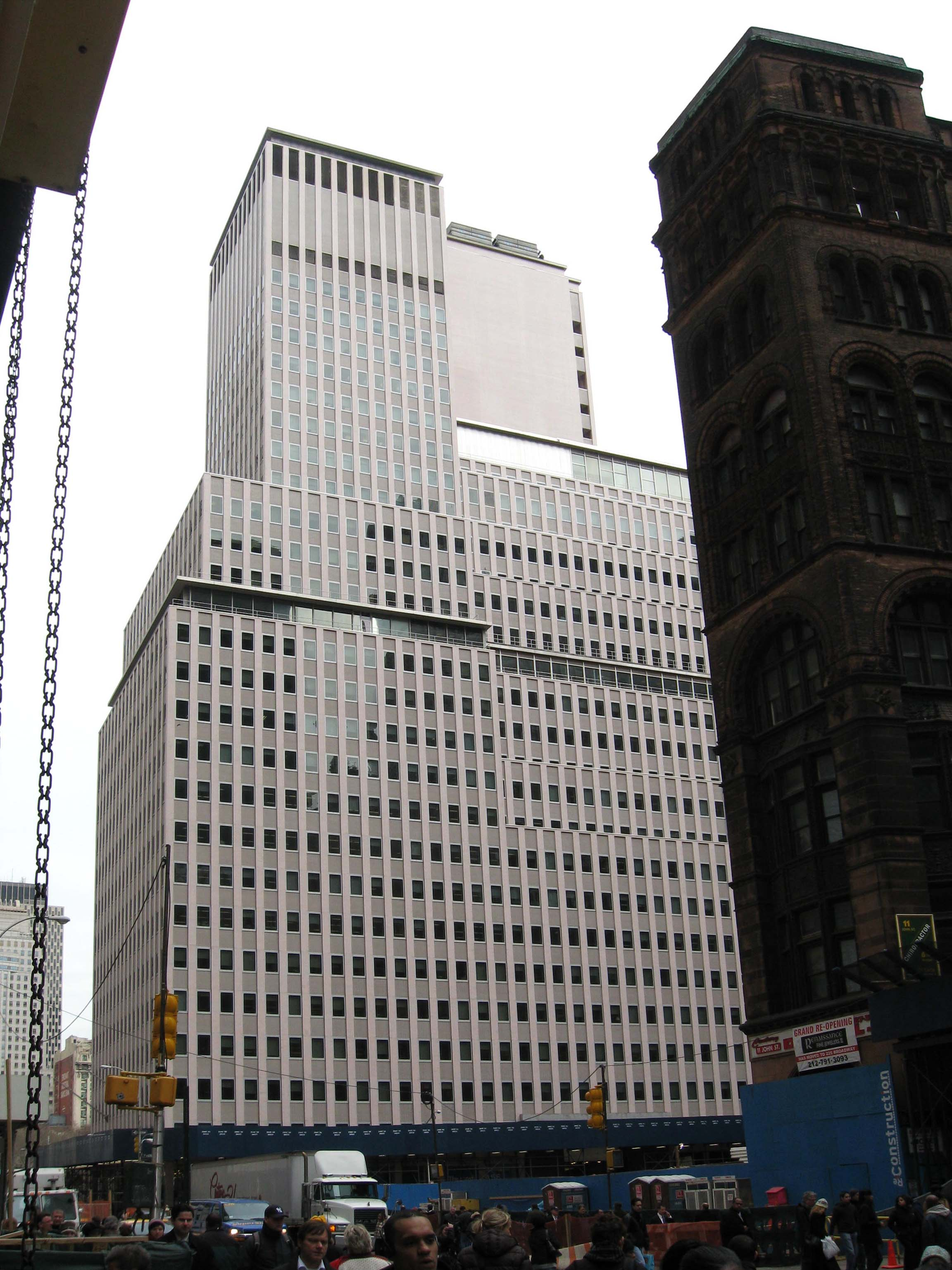
Здание «Вестерн Электрик» на месте бывшего Сент-Пол Билдинг

Здание было разрушено в 1958 году, чтобы освободить место для строительства более масштабного небоскрёба — штаб-квартиры компании «Western Electric». Фасад первого этажа со скульптурными изображениями атлантов работы Карла Биттера был сохранён при демонтаже и перевезён в Индианаполис, где в 1977 году открылся мемориал «Развалины» (англ. The Ruins), включающий различные элементы известных разрушенных архитектурных сооружений.